# 奎斯特冰原島峰
81°31′S 28°10′W / 81.517°S 28.167°W
奎斯特冰原島峰（英語：Quest Nunatak），是南極洲的冰原島峰，位於科茨地，海拔高度1,065米，在1957年由英聯邦探險隊繪入地圖，現時由南極條約體系管理。